# Eucalyptus tricarpa
Eucalyptus tricarpa är en myrtenväxtart som först beskrevs av Lawrence Alexander Sidney Johnson, och fick sitt nu gällande namn av Lawrence Alexander Sidney Johnson och Kenneth D. Hill. Eucalyptus tricarpa ingår i släktet Eucalyptus och familjen myrtenväxter. Inga underarter finns listade i Catalogue of Life.

## Bildgalleri

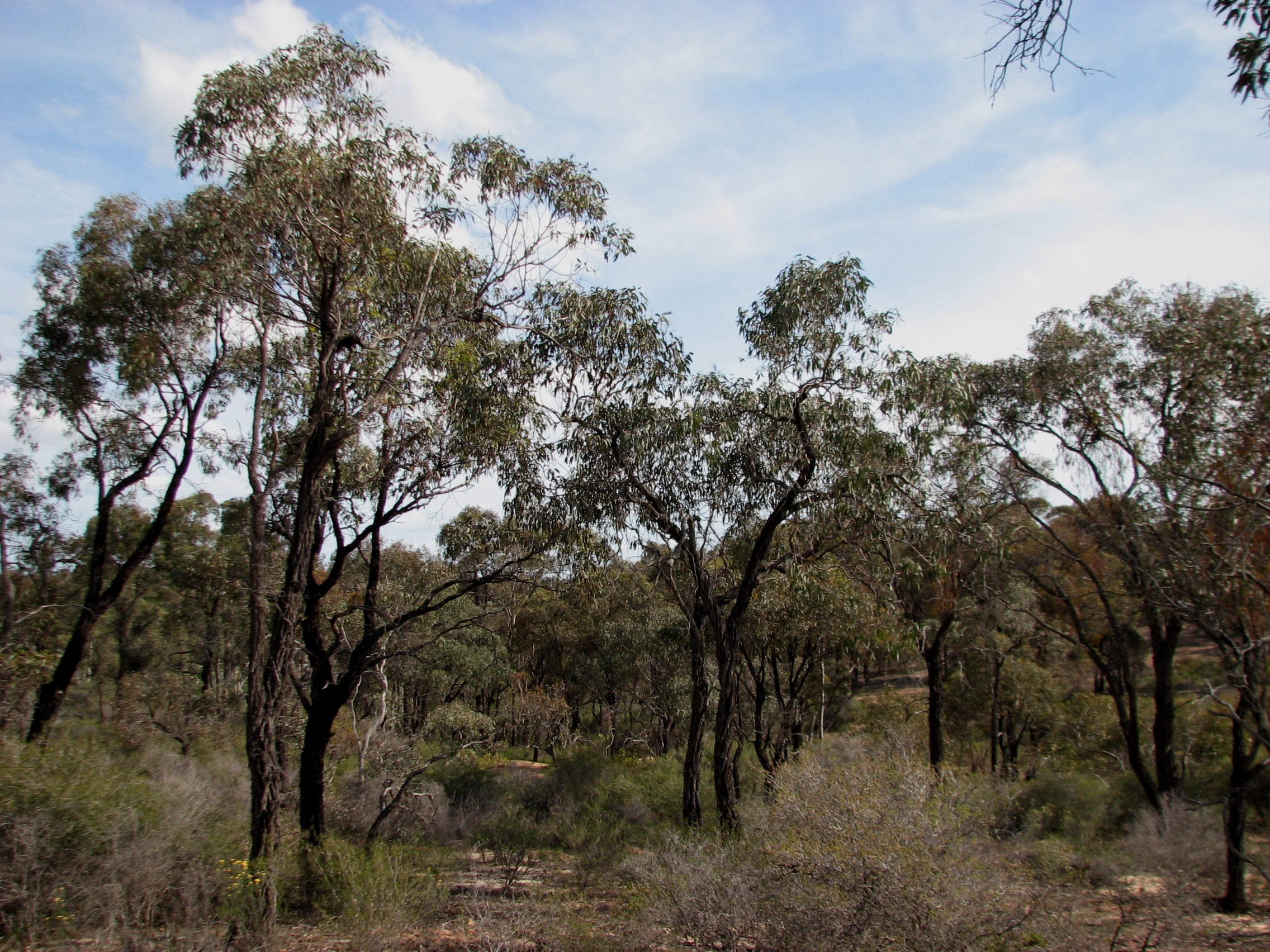